# Lance Henderson de la Fuente
Lance Henderson de la Fuente (Marbella, Málaga, 19 de mayo de 2003 - ) es un ajedrecista español, gran maestro internacional de la FIDE en 2019, con solo dieciséis años, por lo que es considerado el Gran Maestro más joven en la historia del ajedrez en España.

## Biografía
Su padre, Matt Henderson, es un informático estadounidense, y su madre, María del Pino de la Fuente, es una ingeniera aeroespacial de Valladolid que vivió en Alemania durante varios años. Empezó a jugar al ajedrez a los nueve años, en un campamento de Cabra (Córdoba), donde conoció a los campeones provinciales y estos le inculcaron el interés por el juego. Cuando regresó de Córdoba, él y su hermana se unieron al Ajedrez Metro Club de Marbella. Fue entrenado por el gran maestro Ernesto Fernández, de Málaga. A pesar de ser sub-12, ganó el campeonato de España de ajedrez sub-14. Lance logró el título de Maestro internacional a los 14 años y el de Gran Maestro a los 16 y dos meses, cuando logró su tercera norma en la liga portuguesa. En la actualidad (2020) posee un Elo de ajedrez clásico de 2519.